# Sternidius naeviicornis
Sternidius naeviicornis là một loài bọ cánh cứng trong họ Cerambycidae.